# Viking Hockey
 Viking Hockey var en norsk ishockey klub fra Stavanger, klubben opstod som en fortsættelse af Viking Ishockeyklubb i 1998. Da Viking Ishockeyklubb blev afviklet efter sæsonen 1996-1997, blev Viking Ungdomshockey oprettet for at tage sig af ungdomsafdelingens interesser. Viking Ungdomshockey fusionerede med Svithun Ishockeyklubb i 1998 og fik således et seniorhold i klubben. Det var i denne forbindelse, at klubben blev omdøbt til Viking Hockey. Klubbens seniorhold gik ubesejret gennem 3. division i sæsonen 1998-1999 og vandt 2. division i sæsonen 1999-2000. Holdet spiller nu i 1. division. Viking Hockey lukkede børne- og ungdomsafdelingen i sæsonen 2012/2013 for kun at fokusere på senior 1. division. Børne- og ungdomsafdelingen blev solgt til Stavanger Hockey, tidligere Siddis Hockey. Viking Hockey blev lukket i 2014.

## Eksterne links
- Viking Hockeys Historie